# Dél-koreai hvan
A hvan (환) Dél-Korea pénzneme volt 1953. február 15. és 1962. június 9. között.

## Története
Az első dél-koreai won leértékelése miatt (1945-ben egy amerikai dollár 15 vonba, 1953-ban már 6000 vonba került) vezették be a hvant 1953-ban, 1 hvan = 100 won váltási arányban. A hvan névlegesen 100 csonra lett felosztva, de sosem került forgalomba bocsátva egyetlen érme vagy bankjegy sem mely kisebb névértéken futott az 1 hvannál. 
| A rögzített árfolyam alakulása | A rögzített árfolyam alakulása |
| A rögzítés ideje               | 1 USD értéke hvanban           |
| ------------------------------ | ------------------------------ |
| 1953. február 15.              | 60                             |
| 1953. december 15.             | 180                            |
| 1955. augusztus 15.            | 500                            |
| 1960. február 23.              | 650                            |
| 1961. január 1.                | 1000                           |
| 1961. február 2.               | 1250                           |

1962-ben bevezették a második dél-koreai wont 1 won = 10 hvan árváltási rátával, az esemény után az infláció végül lelassult.

## Bankjegyek

### Amerikában gyártott bankjegyek[1]
| Kép      | Kép      | Névérték  | Méret       | Szín      | Leírás                                                        | Leírás                   | Dátumok           | Dátumok          |
| Előoldal | Hátoldal | Névérték  | Méret       | Szín      | Előoldal                                                      | Hátoldal                 | Kibocsátva        | Visszavonva      |
| -------- | -------- | --------- | ----------- | --------- | ------------------------------------------------------------- | ------------------------ | ----------------- | ---------------- |
|          |          | 1 hvan    | 111 × 54 mm | Rózsaszin | Bank neve (handzsa), névérték (hangul és handzsa)             | A Koreai Bank szimbóluma | 1953. február 17. | 1962. június 10. |
|          |          | 5 hvan    | 111 × 54 mm | Piros     | Bank neve (handzsa), névérték (hangul és handzsa)             | A Koreai Bank szimbóluma | 1953. február 17. | 1962. június 10. |
|          |          | 10 hvan   | 156 × 66 mm | Lila      | Bank neve (handzsa), névérték (hangul és handzsa), teknőshajó | A Koreai Bank szimbóluma | 1953. február 17. | 1962. június 10. |
|          |          | 100 hvan  | 156 × 66 mm | Zöld      | Bank neve (handzsa), névérték (hangul és handzsa), teknőshajó | A Koreai Bank szimbóluma | 1953. február 17. | 1962. június 10. |
|          |          | 1000 hvan | 156 × 66 mm | Barna     | Bank neve (handzsa), névérték (hangul és handzsa), teknőshajó | A Koreai Bank szimbóluma | 1953. február 17. | 1962. június 10. |
|          |          |           |             |           |                                                               |                          |                   |                  |

### Koreában gyártott bankjegyek
| Kép      | Kép      | Névérték  | Méret       | Leírás           | Leírás                   | Dátumok             | Dátumok          |
| Előoldal | Hátoldal | Névérték  | Méret       | Előoldal         | Hátoldal                 | Kibocsátva          | Visszavonva      |
| -------- | -------- | --------- | ----------- | ---------------- | ------------------------ | ------------------- | ---------------- |
|          |          | 10 hvan   | 156 × 66 mm | Szungnjemun      |                          | 1953. március 17.   | 1962. június 10. |
|          |          | 10 hvan   | 156 × 66 mm | Szungnjemun      | 1953. december 15.       |                     | 1962. június 10. |
|          |          | 50 hvan   | 149 × 66 mm | Tongnimmun       | I Szunsin szobra         | 1958. augusztus 15. | 1962. június 10. |
|          |          | 100 hvan  | 156 × 66 mm | Li Szin Man      | Tongnimmun               | 1953. december 18.  | 1962. június 10. |
|          |          | 100 hvan  | 156 × 66 mm | Li Szin Man      | 1954. február 1.         |                     | 1962. június 10. |
|          |          | 100 hvan  | 156 × 66 mm | Li Szin Man      | 1957. március 26.        |                     | 1962. június 10. |
|          |          | 100 hvan  | 156 × 66 mm | Anya és gyereke  | Tongnimmun               | 1962. május 16.     | 1962. június 10. |
|          |          | 500 hvan  | 156 × 73 mm | Li Szin Man      |                          | 1956. március 26.   | 1962. június 10. |
|          |          | 500 hvan  | 156 × 73 mm | Li Szin Man      | 1958. augusztus 15.      |                     | 1962. június 10. |
|          |          | 500 hvan  | 156 × 73 mm | Szedzsong király | Koreai Bank              | 1961. április 19.   | 1962. június 10. |
|          |          | 1000 hvan | 166 × 73 mm | Li Szin Man      | A Koreai Bank szimbóluma | 1957. március 26.   | 1962. június 10. |
|          |          | 1000 hvan | 165 × 73 mm | Szedzsong        | Fáklya                   | 1960. augusztus 15. | 1962. június 10. |

## Fordítás
Ez a szócikk részben vagy egészben  a   South Korean Hwan című angol Wikipédia-szócikk ezen változatának fordításán alapul.  Az eredeti cikk szerkesztőit annak laptörténete sorolja fel. Ez a jelzés csupán a megfogalmazás eredetét és a szerzői jogokat jelzi, nem szolgál a cikkben szereplő információk forrásmegjelöléseként.